# La última langosta
La última langosta es una película sin sonido de Argentina filmada en blanco y negro dirigida por Enrique E. Millar sobre su propio guion que se estrenó el 17 de agosto de 1916.

## Comentarios
La película ganó el premio de un concurso patrocinado por la revista Fray Mocho y el diario La Prensa en su crítica la comparó con los mejores filmes extranjeros que se estaban exhibiendo. Dice Jorge Finkielman sobre el filme:

”La trama era más bien común, convencional y demasiado simple para un filme de esa extensión. Quizás debido a la necesidad de llegar a un determinado metraje, Millar abultó su contenido distrayendo así al público del tema principal convirtiéndola en lenta y monótona. Sin embargo, la música especialmente compuesta por Osmán Pérez Freire contribuyó a obtener un resultado satisfactorio.